# Cicciano
Cicciano es un municipio italiano localizado en la ciudad metropolitana de Nápoles, región de Campania. Cuenta con 12.903 habitantes en 7,33 km². Limita con las localidades de Camposano, Comiziano, Nola, Roccarainola y Tufino.

## Demografía
| Gráfica de evolución demográfica de Cicciano entre 1861 y 2011 |
|                                                                |
| Fuente ISTAT - elaboración gráfica de Wikipedia                |